# Ringschnait
Ringschnait è una frazione del comune di Biberach an der Riß, nel land del Baden-Württemberg, in Germania.
Già comune autonomo, fu incorporato a Biberach an der Riß il 1º gennaio 1972.